# Bydgoszczanka
Bydgoszczanka – polski szybowiec amatorski, zbudowany w dwudziestoleciu międzywojennym.

## Historia

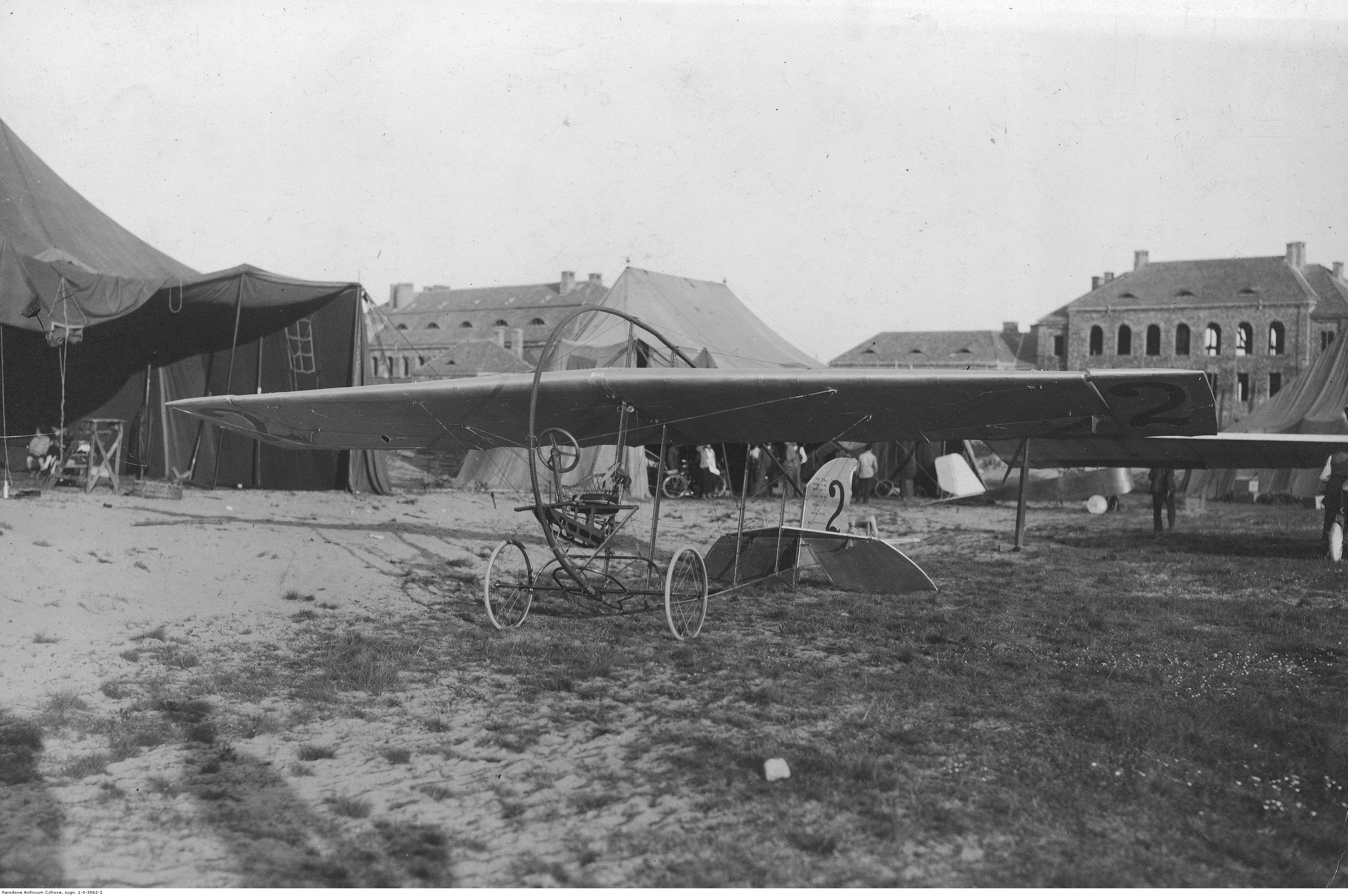
Pierwsza wersja szybowca

W 1924 roku Stanisław i Mieczysław Działowscy przystąpili do budowy pierwszej konstrukcji własnego projektu. Był nią szybowiec „Bydgoszczanka”, który zbudowano w warsztatach Szkoły Pilotów w Bydgoszczy. Budowa trwała dwa miesiące i została zakończona w 1925 roku. Konstrukcja została zgłoszona do udziału w II Wszechpolskim Konkursie Szybowców na Oksywiu, który odbył się w okresie maj-czerwiec 1925 r.
Szybowiec otrzymał numer startowy 2, jego pilotem był sierż. Strzelczyk. Pierwszy lot został wykonany 18 maja 1925 roku i trwał 15 sekund. Podczas zawodów szybowiec wykonał kilka lotów trwających łącznie 1 minutę i 12 sekund.
W trakcie trwania zawodów szybowiec był modyfikowany. Pierwotnie szybowiec był wyposażony w podwozie kołowe, dzielony ster wysokości i nisko zawieszony ster kierunku. Po uszkodzeniu podczas kolejnego startu konstruktorzy przebudowali szybowiec, zmienili podwozie na płozowe oraz przesunęli wyżej ster kierunku. 

## Konstrukcja
Jednomiejscowy szybowiec w układzie górnopłata o konstrukcji drewnianej.
Kadłub kratownicowy, w kształcie owalnej ramy usztywnionej rozpórkami i naciągami linkowymi. Fotel pilota znajdował się w przedniej części kraty, pilot miał do dyspozycji wolant i orczyk.
Płat o obrysie trapezowym, dwudźwigarowy, na bazie zmodyfikowanego profilu Barnera. Do pierwszego dźwigara kryty sklejką dalej płótnem. Usztywniony naciągami ze stalowych linek biegnącymi do dolnej i górnej części ramy kadłuba. Płat był wyposażony w lotki o napędzie linkowym, mogące być jednocześnie wychylane w górę lub dół co wspomagało działanie steru kierunku. 
Usterzenie o konstrukcji drewnianej, stery kryte płótnem. Statecznik poziomy usztywniony naciągami linkowymi.
Podwozie początkowo kołowe, amortyzowane sznurem gumowym. Następnie koła zastąpiono dwiema płozami. Płoza ogonowa drewniana.

## Malowanie
Elementy drewniane nie były malowane, pokrycie płócienne było w kolorze cellonowanego płótna. Na sterze kierunku był umieszczony napis "Bydgoszczanka", podczas konkursu na Oksywiu szybowiec miał na sterze kierunku i końcach lotek namalowany numer startowy "2".